# 다운 위드 러브
《다운 위드 러브》(영어: Down with Love)는 2003년 개봉한 미국의 로맨틱 코미디 영화이다. 페이턴 리드가 연출하고, 러네이 젤위거, 이완 맥그리거 등이 출연하였다. 이 영화는 《필로우 토크》(1959), 《연인이여 돌아오라》(1961)처럼 실제 성행위는 나오지 않지만 섹스 코미디로 분류되는 일련의 1960년대 초반 미국 영화들에 대한 패스티시이다.

## 줄거리
1962년 작가 지망생 바버라 노백은 자신의 책 〈사랑 따위 집어쳐〉(Down with Love)를 배너 출판사에 홍보하기 위해 뉴욕에 도착한다. 바버라의 책은 여성들이 사랑에 얽매이지 않고 자유롭게 성을 즐겨야 하며, 남자의 필요를 초콜릿과 같은 것으로 대체해야 한다는 주장을 담고 있다. 바버라는 자신의 준칙이 여성들이 직장과 사회에서 더 강해지게 도울 거라는 믿음을 갖고 있다.
배너 남성 임원들이 책에 관심을 보이지 않자 편집자 비키 힐러는 바버라에게 〈노〉(Know) 매거진의 성공적인 작가 캐처 블록과의 만남을 제안한다. 캐처는 계속해서 바버라와의 만남을 피하고, 이에 지친 바버라는 그를 모욕한다. 한편 캐처의 절친이자 상사인 피터 맥매너스와 비키는 서로 호감을 느끼지만 이를 상대에게 잘 표현하지 못한다. 피터는 캐처의 강한 개성에 가려져 있으며, 피터에게서 강인함을 바라는 비키는 그를 게이로 의심하기까지 한다.
바버라와 비키는 책 홍보를 위해 주디 갈런드에게 인기 곡 “사랑 따위 집어쳐”(Down with Love)를 에드 설리번 쇼에서 부르도록 설득한다. 책 판매는 폭발적으로 증가하고, 전 세계 여성들은 남편과 남자친구에게 반기를 든다. 캐처는 이제 바버라를 만나고 싶어하지만 바버라는 그를 거절한다. 바버라는 공중파 텔레비전 쇼에 출연하여 자신의 책에서 “최악의 남자”라는 장을 소개하며 캐처 블록을 완벽한 예시로 지목하고, 그로 인해 캐처와 데이트하던 여성들이 그를 거부하기 시작한다.
캐처는 바버라가 다른 여자들처럼 사랑과 결혼을 원한다는 것을 증명하기 위해 계략을 세우고, 남부 억양을 쓰는 다정한 우주 비행사 “집 마틴 소령”으로 변장한다. 바버라는 자신의 유명세를 모르는 듯한 그에게 빠져들게 된다. “집”은 육체적 관계를 할 준비가 될 때까지 순결을 유지하려는 척 순진한 행세를 하면서 성적 긴장감을 유지한다. 그러나 캐처가 점차 바버라에게 진심으로 끌리면서 계획은 복잡해진다.
바버라가 한 파티에서 캐처/집을 마주치면서 그의 정체가 드러날 위기에 처하자 캐처는 한 발 더 나아가기로 결심한다. 그는 캐처 블록이 미국 항공 우주국(NASA) 우주 프로그램에 대한 폭로 기사를 위해 자신을 인터뷰하고 싶어한다고 말하며 바버라에게 인터뷰 자리에 함께 있어달라고 요청한다. 캐처는 자신의 아파트에서 바버라가 자신을 사랑한다고 말하는 것을 녹음할 준비를 한다. 그러나 두 사람이 성관계를 가지려는 순간 캐처의 연인 중 한 명인 궨덜린이 들어와 캐처의 정체를 폭로한다. 캐처는 어쩔 수 없이 바버라에게 모든 것을 고백한다.
바버라는 자신이 과거 캐처의 비서 중 한 명이었던 낸시 브라운임을 밝힌다. 그녀는 캐처를 짝사랑했지만 다른 여자들처럼 가볍게 지나가는 관계가 되기 싫어 데이트를 거절했다. 그녀는 캐처가 사랑에 빠지게 만들고 싶었고, 그래서 바버라 노백이 된 것이다. 캐처는 바버라와 결혼하고 싶다고 말한다. 한편 궨덜린은 바버라 노백이란 이름을 듣고 그녀가 여성들을 위해 해준 일에 감사한다.
바버라는 자신이 사랑이나 캐처를 원하지 않으며, 진정으로 “사랑 따위는 집어치우는” 여자가 되었음을 깨닫는다. 비키와 피터의 관계도 변화하여, 비키는 캐처를 도운 피터를 비난하고, 피터는 자신이 여타 남자들과 똑같다고 말한 뒤 비키를 캐처의 아파트로 데려가 관계를 갖는다.
며칠 후 바버라를 되찾는 데 실패한 캐처는 우울해한다. 바버라와 사랑에 빠진 후 자신이 더 나은 사람이 되었다는 내용의 자체 폭로 기사조차 바버라가 본인의 잡지 〈나우〉(Now)에 본입 입장의 이야기를 싣는 바람에 망쳐진다. 캐처는 취업 면접을 구실로 나우를 찾아가 바버라에게 자신이 얼마나 변했는지 말하고, 그녀의 자신감 넘치는 금발 모습과 원래의 갈색 머리 모습 사이에서 타협점을 찾고 싶어한다.
캐처가 사무실에서 나간 뒤 바버라는 엘리베이터에서 밝은 빨간색 머리를 보여주며 그를 놀라게 한다. 그녀는 타협점을 찾은 것이고, 캐처와 함께하고 싶어한다. 둘은 라스베이거스로 향해 결혼하고, 이에 고무된 비키와 피터 또한 결혼한다. 바버라와 캐처의 결혼은 남녀 간의 싸움을 끝내는 것을 목표로 하는 새로운 책으로 이어진다.

## 출연진
- 러네이 젤위거 - 낸시 브라운 / 바버라 노백 역
- 이완 맥그리거 - 캐처 블록 / 집 마틴 소령 역
- 세라 폴슨 - 비키 힐러 역
- 데이비드 하이드 피어스 - 피터 맥매너스 역
- 레이철 드래치 - 글래디스 역
- 잭 플로트닉 - 모리스 역
- 토니 랜들 - 시어도어 배너 역
- 존 에일워드 - E.G. 역
- 워런 먼슨 - C.B. 역
- 맷 로스 - J.B. 역
- 마이클 엔사인 - J.R. 역
- 티머시 오먼드슨 - R.J. 역
- 제리 라이언 - 궨덜린 역
- 이바나 밀리체비치 - 이벳 역
- 멀리사 조지 - 엘키 역
- 도리 바턴 - 샐리 역
- 크리스 파넬

## 기타 제작진
- 배역: 프랜신 메이즐러
- 미술: 앤드루 로스
- 의상: 대니얼 올랜디
- 추가 목소리: 맷 애들러, 매기 베어드, 존 캐펄레티, 로버트 클로트워디, 캣 크레시다, 홀리 도프, 테리 더글러스, 제시카 지, 존 기드컴, 브리짓 호프먼, 매슈 래버토, 루이사 레신, 호프 레비, 제시 S. 매리언, 케이틀린 매케나, 스콧 멘빌, 토니 포프, 질 레메즈, 클레이 새비지, 론 스노, 스티브 스테일리, 로라 서머, 마크 서스먼